# 蓬萊里
蓬萊里為臺灣臺北市大同區下轄的一個行政里，屬於大龍次分區。

## 概述
主要區域位於承德路、民權西路、重慶北路三段與昌吉街的街廓，詳細里界為如下，
東至：北淡捷運線用地東側與中山區為界
西至：重慶北路三段沿25巷轉蘭州街中心線與隆和里為界
南至：民權西路與民權里為界
北至：昌吉街與揚雅里、斯文里為界

## 歷任里長
- 第十屆 施天一
- 第十一屆 何英輝[1]
- 第十二屆 何英輝
- 第十三屆 何英輝（現任）

## 公共設施
- 蘭州公園
- 臺北市大同區大同國民小學
- 臺北市大同區運動中心
- 臺北市大同區健康服務中心
- 相逢。蓬萊 非公用國有地綠美化（認養人認養）